# Anectropis tapaishanensis
Anectropis tapaishanensis là một loài bướm đêm trong họ Geometridae.